# Протесты против НАТО в Феодосии (2006)
Протесты против НАТО в Феодосии начались 27 мая 2006 года после объявления о начале международных учений «Sea Breeze». Акции вызвали широкий резонанс, и после Феодосии антинатовские протесты прошли также в других украинских городах, в частности в Донецке, Днепропетровске, Запорожье, Одессе, Николаеве.

## История
Протесты начались после того, как было объявлено о начале международных учений «Sea Breeze», в рамках которых планировалось модернизировать учебно-тренировочную базу Старокрымского полигона Военно-морских сил Украины, которая по программе «Партнёрство ради мира» должна использоваться для подготовки миротворческих военных подразделений. Однако по Конституции Украины допуск любых иностранных военных сил и техники на территорию Украины осуществляется только с разрешения Верховной рады, которое она не предоставила. В ночь на 28 мая 2006 года в порт Феодосии прибыло судно «Advantage» (рус. Эдвантедж) со строительными материалами и спецтехникой Североатлантического альянса, а также с военными специалистами на борту, но разгрузка начала сопровождаться пикетами и блокированием многотысячной толпы. К акции присоединились политические силы Крыма, которые объявили о начале пикетов в Феодосии, считая, что американцы прибыли в Крым для строительства базы НАТО.
В начале июня Верховный совет Автономной Республики Крым объявил полуостров «территорией без НАТО», хотя это решение юридических последствий не имеет, ведь законодательная инициатива принадлежит только Верховной раде Украины. Подобные решения были приняты также депутатами местных советов Луганска, Алушты и Симферополя.
Большой интерес к протестам в Феодосии проявился в руководстве России, которая решила воспользоваться шаткой ситуацией на фоне этих событий. Пророссийские политические силы восприняли появление НАТО на полуострове как явное враждебное действие по отношению к интересам Российской Федерации. В Госдуме РФ было решено рассмотреть возможность присоединения Крымского полуострова к России. В 2007 году заканчивался двусторонний договор, согласно которому Россия должна признать государство Украина в её существующих границах. В связи с этим российские депутаты сочли необходимым 30 ноября 2006 года заявить о непродлении данного договора и «возвращении» Крыма в состав РФ в соответствии с Кючук-Кайнарджийским договором от 1774 года, заключенным между Российской и Османской империями.

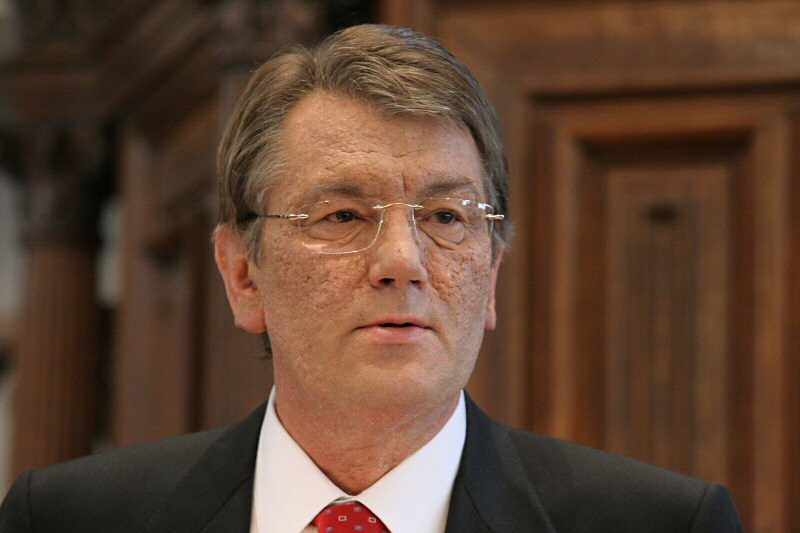
3-й Президент Украины Виктор Ющенко

Президент Украины Виктор Ющенко назвал провокацией организованные акции протеста против присутствия и разгрузки в морском порту Феодосии военных кораблей НАТО. Министр обороны Анатолий Гриценко заявил, что ещё в 2005 году было согласовано присутствие контингента НАТО в порту Феодосии, а также то, что местная власть Крыма была ознакомлена с намерениями о проведении международных учений. Уполномоченный по правам человека Нина Карпачёва позже заявила, что незаконное пребывание на территории Украины воинских подразделений НАТО можно оценить как попытку посягательства на суверенитет и национальную безопасность Украины, и внесла представление Генеральному прокурору Украины о привлечении к ответственности лиц, виновных в нарушении Конституции и действующего законодательства Украины.

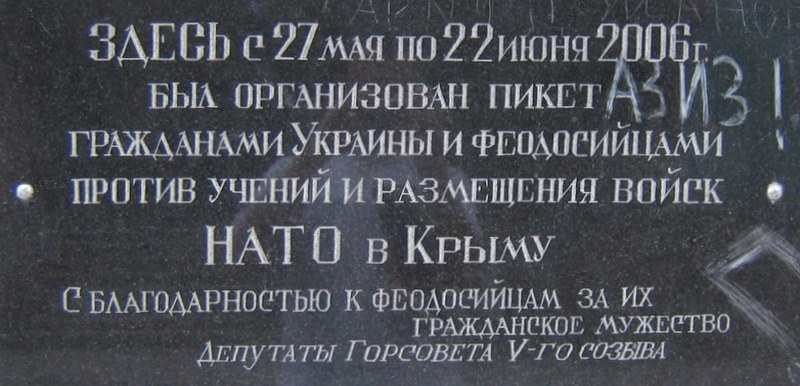
Мемориальная доска

Верховная рада Украины так и не предоставила разрешение на пребывание воинских подразделений других стран на территории Украины, а потому 12 июня американские военнослужащие покинули территорию Украины. 26 июня были свёрнуты палатки и завершились пикеты. В 2007 году (через год после событий) представителями Коммунистической партии Украины был организован антинатовский всекрымский митинг, а в районе морского торгового порта в Феодосии установлена мемориальная доска на дороге между городом Старый Крым и селом Золотое Поле по случаю годовщины протестов.